# Primeiro Exército Canadense

Emblema do 1º Exército.

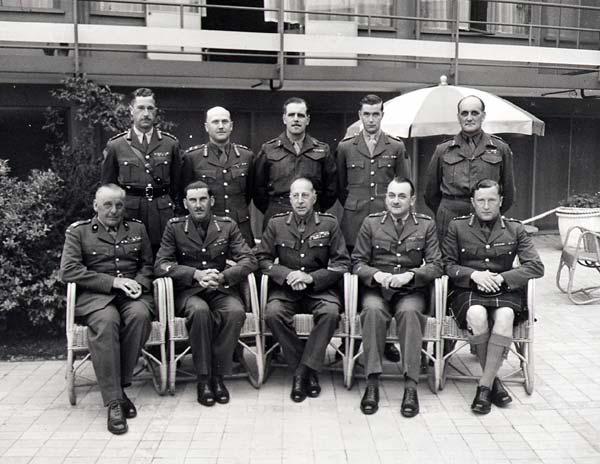
Generais do 1º Exército Canadense.

O Primeiro Exército Canadense (em inglês: First Canadian Army) foi um exército de campo e uma formação do Exército Canadense na Segunda Guerra Mundial, no qual a maioria dos elementos canadenses servindo no noroeste da Europa foram designados. Serviu na Frente Ocidental de julho de 1944 a maio de 1945.
O exército foi formado no início de 1942, substituindo o incontável Corpo Canadense, já que a crescente contribuição das forças canadenses ao Exército Britânico no Reino Unido exigia uma expansão para dois corpos. No final de 1943, as formações canadenses do Exército Britânico no Reino Unido consistiam em três divisões de infantaria, duas divisões blindadas e duas brigadas blindadas independentes. O primeiro comandante foi o tenente-general Andrew McNaughton, que foi substituído em 1944 pelo general Harry Crerar. Ambos haviam sido superiores do Regimento Real de Artilharia Canadense oficiais do Corpo Canadense do Exército Britânico na Grande Guerra. Formações aliadas de outras nacionalidades foram adicionadas ao Primeiro Exército Canadense para mantê-lo com força total.
A força do Primeiro Exército Canadense era de 177 000 em todas as patentes no final de 1942. Um ano depois, havia crescido para 242 000. Em 31 de maio de 1944, pouco antes do desembarque na Normandia, as tropas canadenses na Europa totalizavam 251 000, dos quais 75 000 haviam deixado o Primeiro Exército Canadense para servir na Frente Italiana.

## História
Quando o Primeiro Exército Canadense foi formado no exterior em 1942, o objetivo do Tenente-General McNaughton era manter as contribuições do Canadá ao Exército Britânico juntas para liderar o ataque através do canal no noroeste da Europa. Duas brigadas da 2ª Divisão Canadense lideraram a malfadada Batalha de Dieppe em 1942. Além desse esforço, o Exército não viu o combate até julho de 1943. Em 1943, porque o governo canadense queria que as tropas canadenses entrassem em ação imediata, a 1ª Divisão de Infantaria Canadense, 1ª Brigada Blindada Canadense e 5ª Divisão Blindada Canadense foram destacados do Exército para participação na Campanha Italiana.
No início de 1944, a 3ª Divisão de Infantaria Canadense e a 2ª Brigada Blindada Canadense também foram destacadas para o I Corpo Britânico para participar da fase de assalto dos desembarques na Normandia. O II Corpo Canadense tornou-se operacional na Normandia no início de julho de 1944, quando a 2ª Divisão de Infantaria Canadense aterrissou. O próprio quartel-general do Primeiro Exército Canadense não chegou à Normandia até meados de julho, tornando-se operacional em 23 de julho de 1944, pouco antes da chegada da 4ª Divisão Blindada Canadense ao continente.

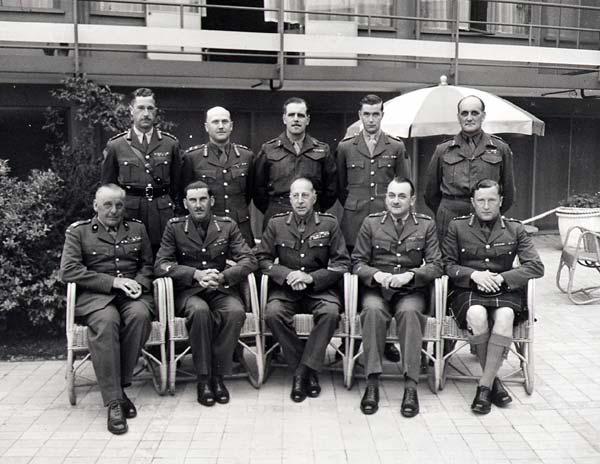
Primeiros generais do Exército canadense em Hilversum, Holanda, em 20 de maio de 1945 Sentados a partir da esquerda: Stanisław Maczek (Divisão Blindada Polonesa), Guy Simonds II Canadian Corps, Harry Crerar Primeiro Exército Canadense, Charles Foulkes I Canadian Corps, Bert Hoffmeister 5º Canadense (Divisão Blindada ; Em pé da esquerda: Ralph Keefler 3ª Divisão de Infantaria Canadense, Bruce Matthews 2ª Divisão de Infantaria Canadense, Harry Foster 1ª Divisão de Infantaria Canadense, Robert Moncel (porChris Vokes, 4ª Divisão Canadense (Blindada), SB Rawlins, 49ª Divisão Britânica

O Exército propriamente dito primeiro entrou em ação na Batalha da Normandia e conduziu operações em Falaise (por exemplo, Operação Totalize, Operação Tractable). Depois de chegar ao Sena, objetivo da primeira fase da Operação Overlord, o Exército deslocou-se ao longo da costa em direção à Bélgica, com a 2ª Divisão canadense entrando em Dieppe no início de setembro. O Primeiro Exército, sob o comando interino do Tenente-General Guy Simonds (de 28 de setembro de 1944 a 7 de novembro de 1944), lutou a crítica Batalha do rio Escalda junto com o apoio da Operation Pheasant em outubro e início de novembro, abrindo a Antuérpia para o transporte aliado.

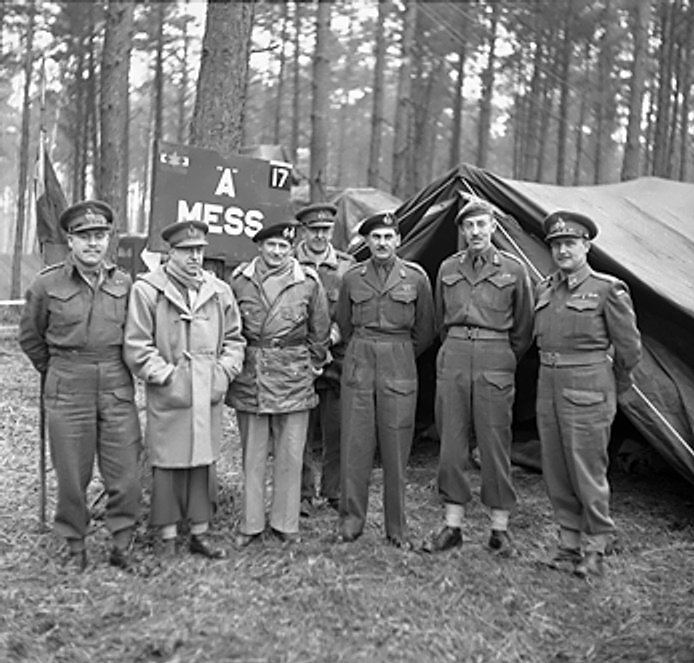
Chris Vokes, 4ª Divisão Canadense (Blindada), Harry Crerar, Primeiro Exército Canadense, Montgomery visitando, Brian Horrocks, XXX Corps, Guy Simonds II Canadian Corps, Daniel Spry, 3ª Divisão de Infantaria Canadense, Bruce Matthews 2ª Divisão de Infantaria Canadense

O Primeiro Exército Canadense manteve uma linha estática ao longo do rio Meuse de dezembro a fevereiro, e então lançou a Operação Veritable no início de fevereiro. Nesse ponto, o Exército, além do II Corpo de exército canadense, continha nove divisões britânicas. A Linha Siegfried foi rompida e o Exército chegou às margens do Reno no início de março.
Nas semanas finais da guerra na Europa, o Primeiro Exército limpou a Holanda das forças alemãs. A essa altura, a Primeira Divisão e a Quinta Divisão (Blindada), bem como a Primeira Brigada Blindada e a 1ª Cdn AGRA haviam retornado ao Exército durante a Operação Goldflake e, pela primeira vez, tanto o I Corpo Canadense quanto o II Corpo Canadense lutaram sob o mesmo Comandante do Exército.

## Comando
O Primeiro Exército Canadense tinha um caráter internacional. O tamanho da contribuição militar do Canadá por si só provavelmente não teria justificado a criação de um comando de nível de exército separado no noroeste da Europa, especialmente durante o período em que o I Corpo Canadense estava ausente, ganhando valiosa experiência em combate na Itália. No entanto, tanto McNaughton quanto Crerar, apoiados pelo governo canadense, foram bem-sucedidos em seu lobby para que o Exército Britânico criasse um exército liderado pelo Canadá ampliado com contribuições de outros países aliados. Além do II Corpo Canadense (que incluía as formações canadenses sob comando descritas acima), outras formações sob comando incluíam o I Corpo Britânico e a 1ª Divisão Blindada Polonesa, bem como, em vários momentos, a 104ª Divisão de Infantaria americana (Timberwolf), 1ª Brigada de Infantaria Belga, Brigada Real de Infantaria Motorizada da Holanda e 1ª Brigada Blindada da Checoslováquia. O Primeiro Exército Canadense no Noroeste da Europa durante as fases finais da guerra compreendeu o maior exército de campanha já sob o controle de um general canadense. A força da ração do exército variou de aproximadamente 105 000 a 175 000 soldados canadenses para algo entre 200 000 e mais de 450 000, incluindo os soldados de outras nações.
A 'Maple Leaf Route' era a designação da principal rota de abastecimento do exército. A rota era geralmente dividida em Maple Leaf Up e Maple Leaf Down, designando o tráfego de e para a frente, respectivamente.

## Comandantes
- Andrew McNaughton (Comandante, início de 1942 - 21 de dezembro de 1943)
- Kenneth Stuart (comandante interino, 21 de dezembro de 1943 - 20 de março de 1944)
- Harry Crerar (Comandante, 20 de março de 1944 - verão de 1945)
- Guy Simonds (comandante em exercício de 28 de setembro de 1944 a 7 de novembro de 1944)